# هیگاشی‌کورومه، توکیو

نقشهٔ هیگاشی‌کورومه واقع در ناحیهٔ تامای توکیو

منطقه هیگاشی‌کورومه (به ژاپنی: 東久留米市 Higashikurume) به یکی از بخش‌های منطقه تامای توکیو، پایتخت ژاپن گفته می‌شود. مساحت آن ۱۲٬۹۲ کیلومتر مربع است.